# Wancourt
Wancourt là một xã ở tỉnh Pas-de-Calais, vùng Hauts-de-France của Pháp.

## Địa lý
Wancourt có cự ly khoảng 5 dặm (8,0 km) về phía đông nam Arras, tại giao lộ của các tuyến đường D33 và đường D34E.

## Dân số
| 1962                                                         | 1968 | 1975 | 1982 | 1990 | 1999 | 2006 |
| ------------------------------------------------------------ | ---- | ---- | ---- | ---- | ---- | ---- |
| 383                                                          | 399  | 420  | 431  | 547  | 587  | 609  |
| Số liệu điều tra dân số từ năm 1962: Dân số không tính trùng |      |      |      |      |      |      |

## Địa điểm nổi bật
- Nhà thờ St.Aubode, xây lại sau.